# Iván
Pour les articles homonymes, voir Ivan.
Iván est un village et une commune du comitat de Győr-Moson-Sopron en Hongrie.